# أرنيت جاردنز
أرنيت جاردنز هو نادي كرة قدم جامايكي محترف مقره الرئيسي في كينغستون، يلعب في الدوري الجامايكي الممتاز.

## التاريخ
خرج الفريق من الاندماج بين فريقي All Saints و Jones Town لكرة القدم في عام 1977. مشجعو ارنيت بشكل أساسي من ارنيت جاردينز ويُعرف مشجعوه بأنهم متحمسون للغاية ومتعصبون تجاه فريقهم.
فاز النادي بالدوري في موسمه الأول 1978. وعلى الرغم من تعرضه لفترة خمول طويلة بعد ذلك، إلا أنه عاود الظهور بقوة في بداية الألفية الجديدة، وفاز ببطولتين عام 2000 و2001.

### المواسم الأخيرة والتغييرات الإدارية
بداية موسم 2007-08 أظهرت مدى سوء أوضاع النادي، مما دفع المدرب ماكس سترو إلى الاستقالة. حيث استبدل بالمدرب السابق جيروم وايت، الذي قاد أرنيت جاردنز إلى بر الأمان، بعد فوزهم بلقبي 2001 و 2002. وانتهى الموسم بتفوقهم بأربع نقاط فوق منطقة الهبوط بعد تحقيقهم للفوز في 3 من اصل 4 مباريات.
استقال جيروم وايت بعد أربع مباريات فقط في موسم 2008 ، وخسر جميع المباريات وتمكن من تسجيل هدف واحد فقط. ثم استبدل بفابيان ديفيس ولم يستمر حتى ترك منصبه 2009.  اعتبارًا من يناير 2010، كان واين فيركلاف مدربًا للفريق  لكنه قرر الاستقالة كذلك في أكتوبر لعام 2010  خلفه على تدريب النادي مهاجم المنتخب الوطني السابق بول ديفيس .
أخذهم ديفيس إلى المركز الخامس في موسم 2012-13 ، وهو المركز الثالث له مع النادي، قبل أن يستقيل في نوفمبر 2012 بسبب عدم التزام اللاعبين وقضايا أخرى داخل النادي.  في أكتوبر 2013، استقال خليفته كالفن لويس  وحل محله المدرب السابق جيروم وايت.
تولى أليكس توماس زمام الأمور لموسم 2019-2020 . واستقال في 2021. وفي 26 أكتوبر 2021، تولى بول ديفيس منصب مدرب رئيسي معين حديثًا. وعين كزافييه جيلبرت مدربًا جديدًا في 21 أغسطس 2023.